# Propebela fidicula
Propebela fidicula är en snäckart som först beskrevs av Gould 1849.  Propebela fidicula ingår i släktet Propebela och familjen kägelsnäckor. Inga underarter finns listade i Catalogue of Life.